# 林醇平
林醇平（はやし じゅんぺい、安政元年6月20日（1854年7月14日） - 大正12年（1923年）11月14日）は、日本の政治家、実業家。名は諄平とも。

## 略歴
林孚一の三男として倉敷に生まれる。犬飼松窓に師事して和漢の学問を学び、東京に数年間遊学。日報社の編集者として記事を書くが、後に帰郷し、1879年（明治12年）岡山県会議員となる。1892年（明治25年）から岡山県会議長を務めた。
両備作三国親睦会幹事として、国会開設運動を推進。倉敷紡績、山陽鉄道、倉敷銀行（現・中国銀行）を設立。
地方振興の功績から、1897年（明治30年）藍綬褒章を受章した。